# HP Pavilion
HP Pavilion es una línea de ordenadores personales comercializados por la empresa estadounidense Hewlett-Packard e introducidas en 1995. Pavilion compite contra ordenadores como: Acer Aspire, Dell Inspiron, y Toshiba Satellite.

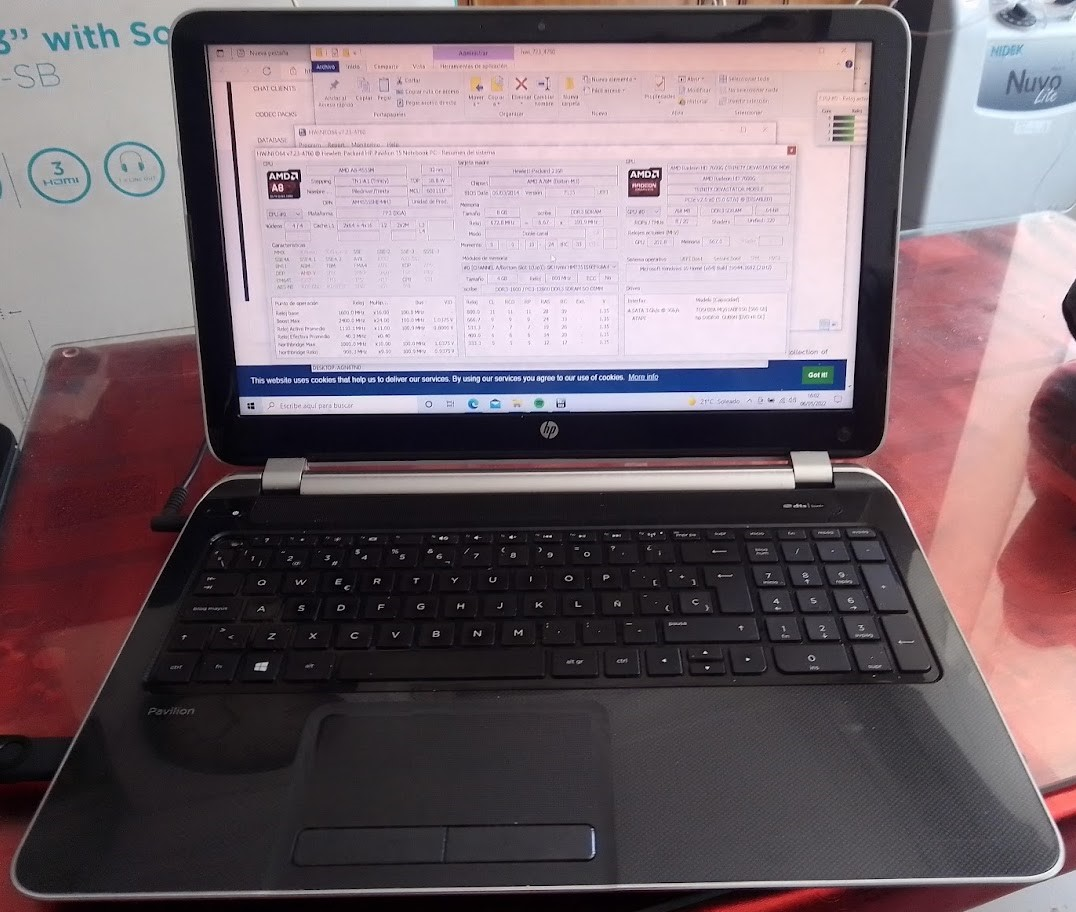
Portátil HP Pavilion 15-n265ss ejecutando HWINFO.

El nombre Pavilion se aplica en equipos de escritorio y ordenadores portátiles para la gama de productos Home y Home Office.
Cuando HP se fusionó con Compaq en el 2002, se hizo cargo de un acuerdo de derechos de nombre existente de Compaq. Como resultado, HP vende los productos de la marca Compaq y sus productos.

## Historia
En 1995, la HP de Pavilion, marca la introducción de la compañía en el mercado interno de la informática. Dave Packard, en el año 2006 publica "The HP Way: How Bill Hewlett and I Built Our Company", un libro que narra el ascenso de HP y da una idea del estilo de prácticas comerciales, cultura, y gestión.
En este libro, muestra información detallada sobre la gestión y motivación de las personas y la inspiración para los futuros empresarios.
Luego de esto, HP comienza a producir, a un bajo costo, transmisores y receptores de infrarrojos a alta velocidad que permiten el intercambio inalámbrico de datos en una gama de aplicaciones de computadoras portátiles, tales como teléfonos, ordenadores, impresoras, cajas registradoras, cajeros automáticos, cámaras digitales y más.

## La primera PC HP Pavilion
La HP Pavilion 5030 era técnicamente la segunda PC masificada de Hp diseñada específicamente para el mercado interno. Las primeras PCs masificada de HP fueron los modelos: 6100,6140S y 6170S. Pavilion pasó a convertirse en un modelo popular. 
Sus especificaciones incluyen una unidad de velocidad cuádruple, CD-ROM, altavoces Altec Lansing, software de acceso a los servicios en línea y Microsoft Windows 95. En este modelo de entrada aparece un procesador pentium a 75 MHz, 8 MB de RAM y un disco duro de 850 MB.

## Bonotes

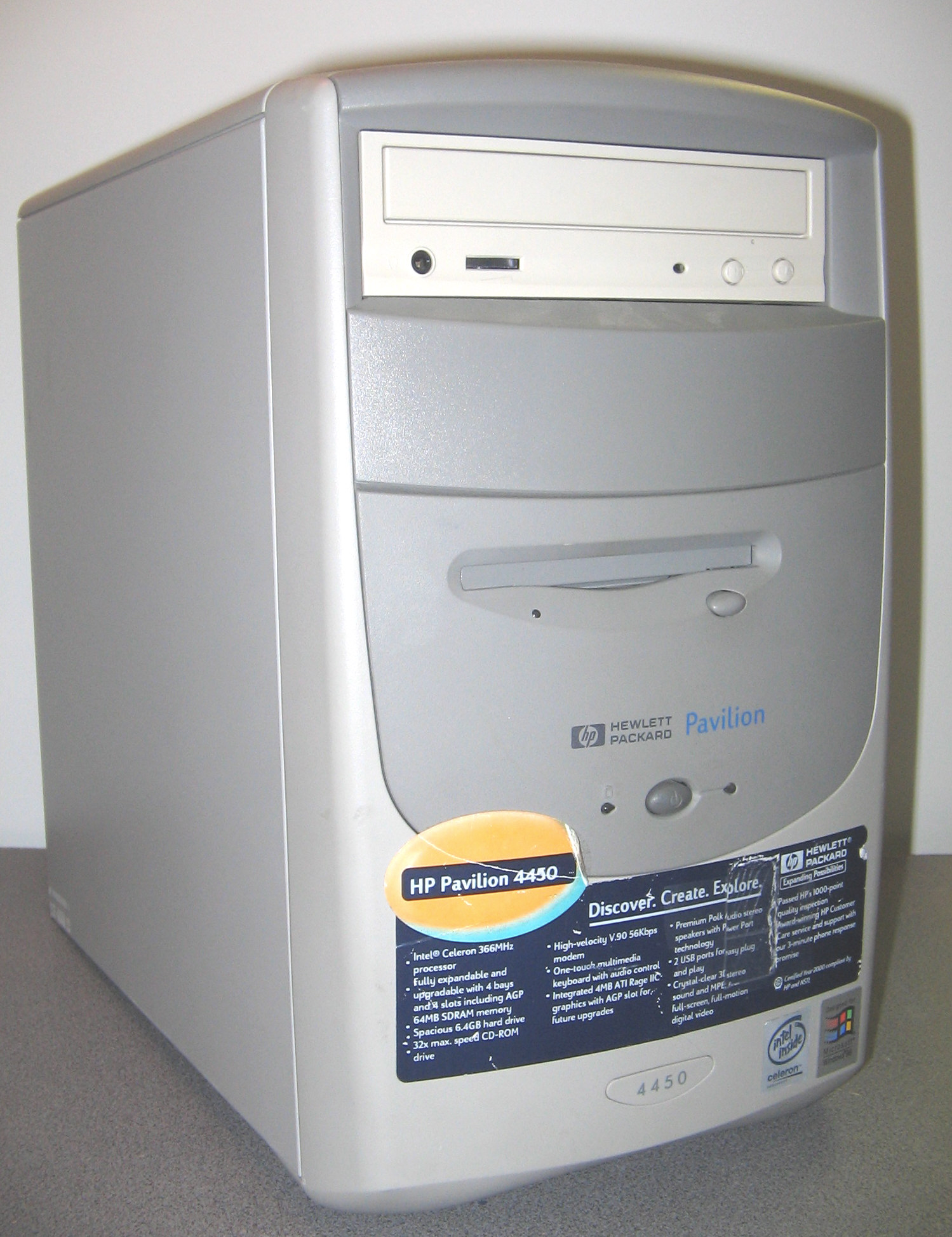
HP Pavilion 4450 - Intel Celeron 366 MHz (1999/2000)

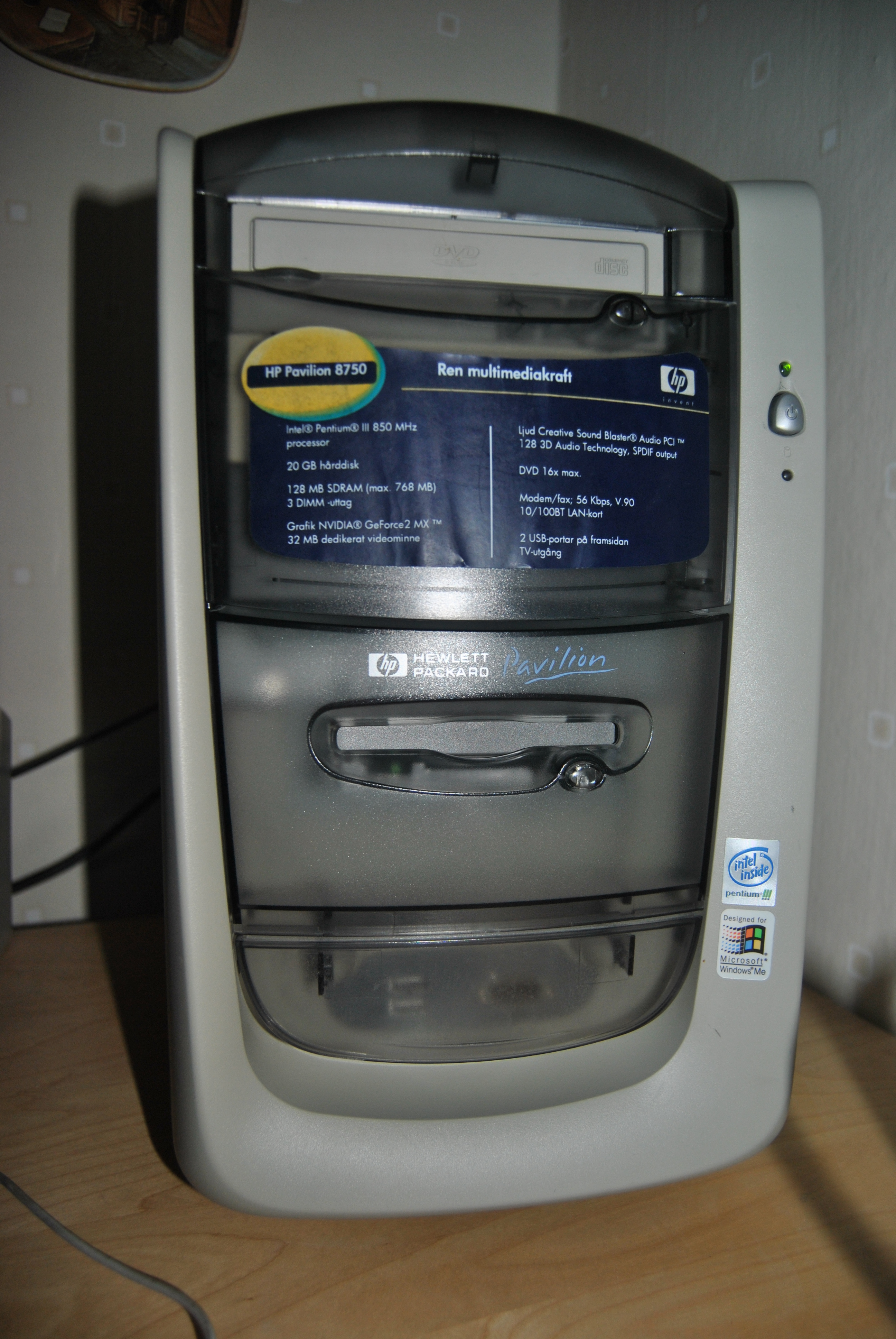
HP Pavilion 8750 - Intel Pentium III 850 MHz (2000/2001)

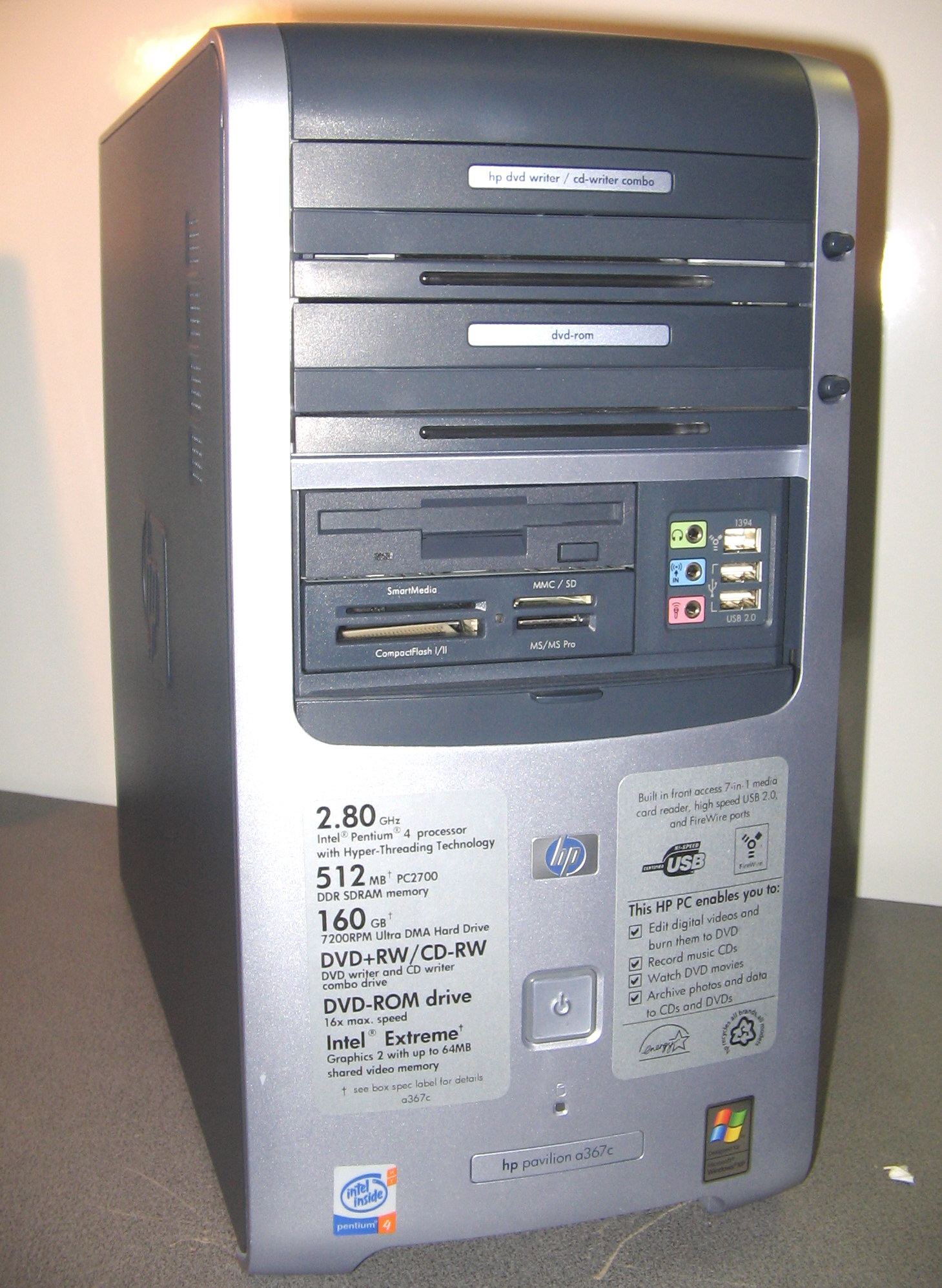
HP Pavilion a367c - Intel Pentium 4 HT 2.8 GHz (2003/2004)

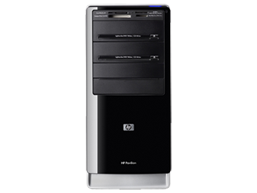
HP Pavilion a6050y (2007/2008)

HP produce diferentes modelos de portátiles, entre otros: HP Pavilion , 2 bajo HDX, 4 bajo HP Mino, 1 bajo TouchSmart, 3 bajo serie G y 1 bajo Compaq Presario. Estas sólo son modificables en los EE. UU. Hay una variedad de diferentes modelos con diferentes configuraciones están disponibles en otros países.